# Gerygone chrysogaster
Gerygone chrysogaster là một loài chim trong họ Acanthizidae.